# آرمن مارگاریان
آرمن مارگاریان (ارمنی: Արմեն Մարգարյան؛ انگلیسی: Armen Margaryan؛ زادهٔ ۱۱ دسامبر ۱۹۷۱) بازیگر اهل ارمنستان است. وی از سال ۱۹۹۲ میلادی تاکنون مشغول فعالیت بوده‌است.

## زندگی‌نامه
وی در ۱۱ دسامبر ۱۹۷۱ در ایروان به دنیا آمد و از hy:Երևանի պետական գեղարվեստաթատերական ինստիտուտ فارغ‌التحصیل شد. وی در فرهنگستان دولتی تئاتر سوندوکیان فعالیت می‌کندو وی همچنین برندهٔ جوایزی همچون مدال گارگین نژده و هنرمند مردمی ارمنستان شده‌است.

## گزیده فیلم‌شناسی
از فیلم‌ها یا برنامه‌های تلویزیونی که وی در آن نقش داشته‌است می‌توان به گارگین نژده در نقش واچه هوسپیان و بخش ویژه اشاره کرد.